# Sin City: Град на греха
„Sin City: Град на греха“ (на английски: Sin City) e филм от 2005, написан, продуциран и режисиран от Франк Милър и Робърт Родригес. Базиран е на графичната новела на Милър със същото име.
Филмът Sin City: Град на греха постига голям търговски успех и привлича вниманието на критиката, предимно с нестандартното си оцветяване, при което почти целия филм е черно-бял, а само определени обекти са цветни.

## „Sin City: Град на греха“ в България
Филмът се излъчва за първи път на 28 март 2015 г. по bTV. Дублажът е на студио Медиа Линк. Екипът се състои от:
| Пост                | Име                                                                              |
| ------------------- | -------------------------------------------------------------------------------- |
| Преводач            | Мария Петрова                                                                    |
| Режисьор на дублажа | Мария Ангелова                                                                   |
| Тонрежисьор         | Александър Тодоров                                                               |
| Озвучаващи артисти  | Елисавета Господинова Йорданка Илова Светломир Радев Георги Стоянов Даниел Цочев |